# Pyare Mohan
Pyare Mohan (hindi प्यारे मोहन, urdu پیارے موہن) – indyjska komedia wyreżyserowana w 2006 przez Indra Kumar, autora Dil, Mann, Ishq i Masti. W rolach głównych Fardeen Khan i Vivek Oberoi, w drugoplanowych Amrita Rao, Esha Deol i Boman Irani. Film jest remakiem tamilskiej komedii Aandipatti Arasampatti. Tematem filmu są perypetie dwóch młodych mężczyzn, którzy po wypadku na planie filmowym muszą się przestawić z roli supersprawnych kaskaderów na role niepełnosprawnych – jeden z nich jest głuchy, drugi niewidomy. To historia przyjaźni, która nigdy nie zawodzi i tęsknoty za miłością, do której, gdy brakuje słuchu czy wzroku, wystarczy serce.

## Fabuła
Pyare (Fardeen Khan) i Mohan (Vivek Oberoi) dwóch przyjaciół w Mumbaju łączą wspomnienia czasu, gdy razem przeżywali ryzyko i swoje nieograniczone możliwości wykonując zawód kaskadera. Pewnego dnia jednak doszło do tragicznego wypadku w wyniku którego wokół Pyare zapadła ciemność, a wokół Mohana cisza. Supersprawni stali się nagle kalekimi. To pogłębiło jeszcze ich przyjaźń. Niewidomy Pyare widział świat oczyma Mohana, a Pyare był uszami głuchego Mohana. Razem zamknęli się w małym światku prowadząc sklepik z pocztówkami. Cieszyli się codziennością modląc się wzajemnie za siebie. Każdy z nich modlił się o to, aby Bóg dał przyjacielowi przeżyć miłość. I pewnego dnia uzyskali odpowiedź na swoje modlitwy. W ich życiu pojawiły się dwie robiące karierę na scenie siostry Malhotra: Preety (Esha Deol) i Priya (Amrita Rao). Pyare i Mohan urzekli je swoją radością życia, gotowością pomocy, oddaniem sobie. Obie pary wesoło spędzały czas ze sobą, aż do chwili, gdy stęsknieni za miłością Pyare i Mohan zdecydowali się wyjawić dziewczynom swoje uczucia licząc na wspólną przyszłość. Preety i Priya zraniły ich odrzucając tę miłość, nie chcąc wiązać swoich losów z niepełnosprawnymi. Wyjechały do Bangkoku robić karierę, ale tam zamiast sławy czekało je oskarżenie o morderstwo, więzienie i groźba wyroku śmierci. Zostały wplątane w aferę gangsterską. Gdy straciły już całą nadzieję na pomoc, zobaczyły przed sobą twarze Pyare i Mohana.

## Obsada
- Fardeen Khan – Pyare
- Vivek Oberoi – Mohan
- Esha Deol – Preeti
- Amrita Rao – Piya
- Boman Irani – Tony
- Firoze Irani – ksiądz

## Muzyka i piosenki
Muzykę do filmu skomponował Anu Malik
1. Har Pyare Ki Koi Radha
2. Tu Jahan Bhi Jayegi
3. Rabba De Di Deewani
4. Ek Rub Sach Hai
5. Pyare Mohan
6. Tu Jahaan Bhi Jayegi – Part 1
7. Tu Jahaan Bhi Jayegi – Part 2
8. Tu Jahaan Bhi Jayegi – Part 3
9. Day By Day Mera Pyar